# Autotroof

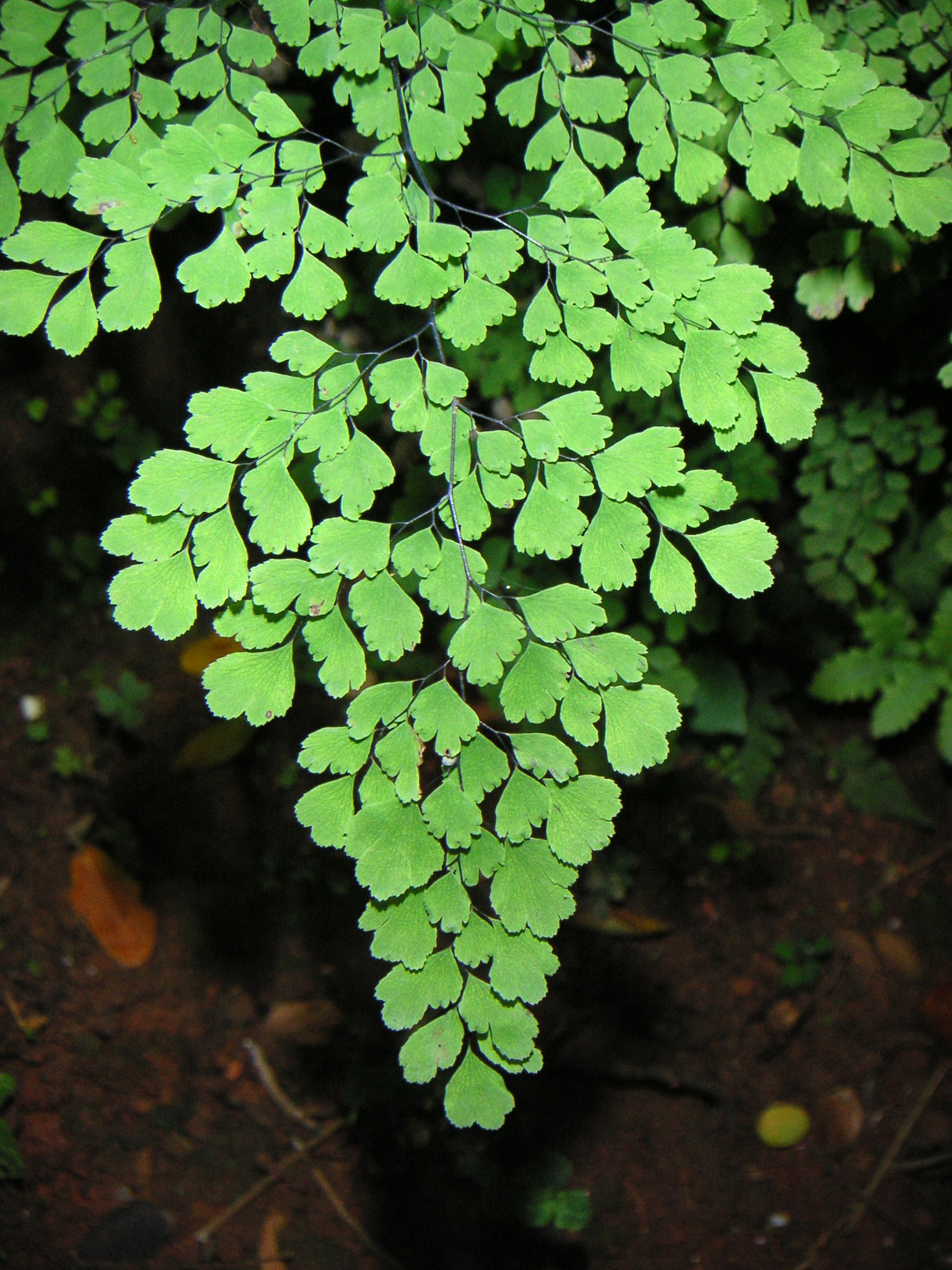
Bladgroen van een varen

Autotrofe organismen zijn organismen die CO2 gebruiken als bron van koolstof voor hun cellen. Ze halen hun energie uit anorganische stoffen of uit zonlicht. De energie gebruiken zij om kooldioxide om te zetten in glucose, waarbij zuurstof wordt geproduceerd. Door gebruik van de genoemde energiebronnen zal door de activiteit van autotrofe organismen de hoeveelheid organische stof toenemen.
Bijna alle planten en algen en enkele bacteriesoorten zijn autotroof. Wanneer een organisme door fotosynthese gebruikmaakt van zonlicht voor het verkrijgen van de benodigde energie, dan is het fotoautotroof. Wordt er geen gebruik gemaakt van zonlicht maar van oxidatieprocessen van anorganische stoffen, dan is het organisme chemo-autotroof. Voorbeelden van autotrofe bacteriën zijn nitrificeerders en anammox bacteriën. Anammox bacteriën zijn aerotolerante (zuurstoftolerante) chemo-litho-autotrofe micro-organismen en behoren tot de planctomycetes.
Autotroof is een samenstelling van de Griekse woorden autos (zelf) en trophein (voeden). Dit betekent dat het organisme zelf voedsel kan aanmaken en het niet hoeft te betrekken van een ander organisme. Heterotroof is het tegengestelde van autotroof: heterotrofe organismen betrekken hun voedsel van een ander organisme omdat ze het niet zelf kunnen aanmaken.

## Overzicht

Een stroomschema waarmee men kan bepalen of een soort autotroof, heterotroof of een subtype is

| Energiebron     | Licht                   | foto-  |         |         | -troof |
| Energiebron     | Licht & redoxreactie    | mixo-  |         |         | -troof |
| Energiebron     | Redoxreactie            | chemo- |         |         | -troof |
| Elektronendonor | Organische verbinding   |        | organo- |         | -troof |
| Elektronendonor | Anorganische verbinding |        | litho-  |         | -troof |
| Koolstofbron    | Organische verbinding   |        |         | hetero- | -troof |
| Koolstofbron    | Anorganische verbinding |        |         | auto-   | -troof |